# Jeronimus
 (septembre 2019).
Si vous disposez d'ouvrages ou d'articles de référence ou si vous connaissez des sites web de qualité traitant du thème abordé ici, merci de compléter l'article en donnant les références utiles à sa vérifiabilité et en les liant à la section « Notes et références ».
Jeronimus est une série de trois albums de bande dessinée à caractère historique, réalisée par Christophe Dabitch (scénario) et Jean-Denis Pendanx (dessin), publiée par Futuropolis.

## Synopsis
Jeronimus, c'est le récit d'un drame parmi les plus effroyables de l'histoire maritime, et le portrait de son principal auteur, Jeronimus Cornelisz.
Le Batavia, navire marchand de la Compagnie néerlandaise des Indes orientales (VOC) en route vers Java, n'atteindra jamais sa destination : malmené par les éléments, il fera naufrage en 1629 au large des côtes australiennes. Environ 300 personnes trouveront refuge sur un archipel voisin, mais le répit sera de courte durée : en l'absence du commandeur parti chercher du secours, Jeronimus, animé de sombres pulsions, se livrera avec un petit groupe de partisans à des exactions de plus en plus ouvertement meurtrières sur ses compagnons d'infortune.

## Récit en trois parties

### Première partie:Un homme neuf
« En octobre 1628, Jeronimus n'avait plus rien à perdre. Il prit la mer sur le Batavia, à Amsterdam. »
Jeronimus Cornelisz est un apothicaire de Haarlem. Incapable de se remettre de la mort de son bébé (de la syphilis), rongé par le doute quant à la fidélité de sa femme et devenu l'objet de rumeurs dans son quartier, il vend tous ses biens, rembourse ses créanciers et abandonne son foyer. À trente ans, il tente de fuir son passé et de changer radicalement de vie en se rendant dans les bureaux de la Compagnie hollandaise des Indes Orientales, à Amsterdam. Là, il se fait engager sur l'Indiaman Batavia comme assistant du responsable des affaires commerciales, le commandeur Francisco Pelsaert. 

Fin octobre 1628, il embarque pour 8 mois de voyage à destination du comptoir de Batavia, sur l’île de Java. 340 personnes sont à bord : outre l’équipage, il y a des soldats et quelques passagers avec femmes et enfants. 

Dans les cales, un chargement d'or, de bijoux et de pierres précieuses, qui serviront au commerce des épices une fois arrivé aux Indes. Partant avec un jour de retard, le capitaine du Batavia, Jacobsz Ariaen, doit rejoindre les vaisseaux qui attendent pour l’escorter durant son périple. 

Après avoir réchappé de justesse à un ouragan dès le premier jour, la monotonie du voyage s'installe. L’élite de l’équipage et des passagers vit dans le château arrière, en maintenant « une idée de la bonne société ». Dans les quartiers avant et l'entrepont, les marins et les soldats, subissent des conditions de vie beaucoup moins reluisantes. La pourriture, toutes sortes de vermines, le scorbut, ne tardent pas à apporter régulièrement leurs lots de morts. Début avril 1629, près de 2 semaines avant l’escale au Cap de Bonne-Espérance, Pelsaert est atteint de fièvre. 

La fin du voyage est proche, mais les esprits s'échauffent. Les vieilles rancœurs du capitaine envers le commandeur se réveillent. Voyant là l’opportunité de donner un tournant à sa vie, Jeronimus attise insidieusement les désirs de vengeance d'Ariaen.

### Deuxième partie:Naufrage
« Après tout, une île, c'est l'une des images du Paradis. Une clôture parfaite. »
Voilà plusieurs jours que la santé du commandeur Francisco Pelsaert décline. Lucretia Van der Mijlen, une passagère partie rejoindre son mari — militaire au service de la Compagnie —, est à son chevet.

Décidés à tirer profit de la situation, Cornelisz et Jacobsz, ont échafaudé un plan pour s’emparer du bateau et sa cargaison. Recruter des membres choisis parmi l’équipage en est la première étape. Modifier chaque nuit la route du Batavia pour l’éloigner de la flotte qui l’escorte, en est la seconde. 

Au bout de quelques jours, voilà le navire seul en mer. Les hommes attendent de passer à l’action sitôt venue la mort du commandeur mais, contre toute attente, ce dernier se rétablit. 

Devant cette déconvenue, un complot est ourdi pour agresser Lucretia dans l’espoir de déclencher des représailles contre lesquelles ils pourront se révolter. 

Peine perdue ; Pelsaert, qui a sans doute perçu le piège, manifeste sa volonté de régler cette histoire quand ils auront accosté à Batavia. 

Percés à jour, les hommes sont prêts à se mutiner sans plus attendre.
Dans la nuit du 3 au 4 juin 1629, au large des côtes australiennes, la vigie du mât de beaupré signale la présence suspecte d’écumes droit devant. Le capitaine lui rétorque que ce sont les reflets de la Lune. Et c’est à pleine vitesse que le trois-mâts se jette sur des récifs coralliens.

Après de vains efforts pour sortir de ce cauchemar, une chaloupe est mise à l’eau le jour venu, pour débarquer les passagers sur les deux îles en vue. 

Le lendemain, la houle forcit, menaçant de faire sombrer l’épave. Devenue trop dangereuse, la poursuite des transbordements est abandonnée. 

70 personnes, dont Jeronimus, sont encore à bord. L’épave résistera une semaine avant de couler...
Les jours suivants, alors que le commandeur et le capitaine ont pris la mer dans l’espoir de chercher du secours dans le port de Batavia, des corps viennent s’échouer sur les rivages où ont été regroupés les rescapés.

### Troisième partie:L'Île
« C'est ainsi que tous sont corrompus et s'affranchissent. »
Deux semaines après le naufrage, Les hommes de Jeronimus n’ont découvert aucun point d’eau dans l’archipel des Abrolhos. Cependant, il faut survivre. 
Jeronimus fait le compte des rescapés et, dans le but d’en éliminer un certain nombre, il propose une séparation en plusieurs groupes pour coloniser les autres îles en leur assurant qu’ils trouveront eau et gibier. 

Ainsi sont éloignés les plus faibles et les plus forts. 

Ce faisant, Cornelisz assoit davantage son autorité et son pouvoir sans rencontrer de résistance à l’encontre de son projet dépourvu d'humanité. Le moindre « délit », la moindre incartade, tout est prétexte pour être sanctionné par la mort afin d’éliminer le plus de personnes. 

Obéi en tous points par ses acolytes, les meurtres se succèdent sous ses ordres. Les réfugiés des îles avoisinantes sont à leur tour, objets de massacres. Fin juillet, plus de cent personnes ont été exécutées. 

Il ne reste plus qu’à attaquer « l’île Haute » où se trouve le plus grand nombre de rescapés. Mais, contre toute attente, celle-ci oppose une résistance qui contraint Jeronimus à échafauder d’autres plans…

## Éditions françaises des albums
- Christophe Dabitch (scénario) et Jean-Denis Pendanx (dessin), Jeronimus, éd. Futuropolis[1] :
  - Première partie : avril 2008  (ISBN 978-2-7548-0131-7).
  - Deuxième partie : avril 2009  (ISBN 978-2-7548-0218-5).
  - Troisième partie : août 2010  (ISBN 978-2-7548-0311-3).